# Pannaria mediterranea
Pannaria mediterranea är en lavart som beskrevs av Tav. Pannaria mediterranea ingår i släktet Pannaria och familjen Pannariaceae.   Inga underarter finns listade i Catalogue of Life.